# Station Higashi-Sano
 Station Higashi-Sano  (東佐野駅,  Higashi-Sano-eki) is een spoorwegstation in de Japanse stad Izumisano, gelegen in de prefectuur Ōsaka. Het wordt aangedaan door de Hanwa-lijn. Het station heeft twee sporen, gelegen aan twee zijperrons.

## Treindienst

### JR West
| 1 | ■ Hanwa-lijn | richting Hineno en Wakayama      |
| 2 | ■ Hanwa-lijn | richting Ōtori, Tennōji en Ōsaka |

## Geschiedenis
Het station werd in 1939 geopend onder de naam Izumigaoka (泉ヶ丘). In 1940 kreeg het station de huidige naam.

## Overig openbaar vervoer
Er bevindt zich een bushalte nabij het station.

## Stationsomgeving
Het station bevindt zich in een woonwijk, waardoor er relatief weinig voorzieningen in de buurt zijn. Verder is de stationsomgeving omringd door een aantal meren.
- Higashi-Sano-ziekenhuis
- Izumigaoka-postkantoor